# Liste der Bodendenkmäler in Mainleus
Auf dieser Seite sind die Bodendenkmäler in dem oberfränkischen Markt Mainleus zusammengestellt. Diese Tabelle ist eine Teilliste der Liste der Bodendenkmäler in Bayern. Grundlage ist die Bayerische Denkmalliste, die auf Basis des Bayerischen Denkmalschutzgesetzes vom 1. Oktober 1973 erstmals erstellt wurde und seither durch das Bayerische Landesamt für Denkmalpflege geführt wird. Die folgenden Angaben ersetzen nicht die rechtsverbindliche Auskunft der Denkmalschutzbehörde.

## Bodendenkmäler in Mainleus

### Bodendenkmäler in der Gemarkung Buchau
| Lage              | Objekt | Akten-Nr.     | Bild |
| ----------------- | --- | ------------- | ---- |
| Buchau (Standort) | Grabhügel vorgeschichtlicher Zeitstellung. | D-4-5933-0001 |      |
| Buchau (Standort) | Untertägige Teile des spätmittelalterlichen bis neuzeitlichen Schlosses Buchau sowie Fundamente hoch- und spätmittelalterlicher Vorgängerbauten.                                                       | D-4-5933-0157 |      |
| Buchau (Standort) | Untertägige Teile der spätmittelalterlichen bis frühneuzeitlichen Pfarrkirche St. Michael in Buchau, Fundamente mittelalterlicher Vorgängerbauten sowie Körpergräber des Mittelalters und der Neuzeit. | D-4-5933-0158 |      |

### Bodendenkmäler in der Gemarkung Dörfles
| Lage               | Objekt                                                                             | Akten-Nr.     | Bild |
| ------------------ | ---------------------------------------------------------------------------------- | ------------- | ---- |
| Dörfles (Standort) | Karolingisch-ottonisches Reihengräberfeld.                                         | D-4-5933-0105 |      |
| Dörfles (Standort) | Körpergräber vor- und frühgeschichtlicher oder frühmittelalterlicher Zeitstellung. | D-4-5933-0106 |      |

### Bodendenkmäler in der Gemarkung Kirchleus
| Lage                                               | Objekt                                                                                     | Akten-Nr.     | Bild |
| -------------------------------------------------- | ------------------------------------------------------------------------------------------ | ------------- | ---- |
| Kirchleus Mainleus/Kulmbach/Weißenbrunn (Standort) | Siedlung der späten Hallstatt- und frühen Latènezeit sowie Wüstung des hohen Mittelalters. | D-4-5834-0093 |      |

### Bodendenkmäler in der Gemarkung Mainleus
| Lage                | Objekt                            | Akten-Nr.     | Bild |
| ------------------- | --------------------------------- | ------------- | ---- |
| Mainleus (Standort) | Urnenfelderzeitliches Gräberfeld. | D-4-5934-0006 |      |
| Mainleus (Standort) | Mittelalterlicher Turmhügel.      | D-4-5934-0007 |      |

### Bodendenkmäler in der Gemarkung Motschenbach
| Lage                    | Objekt | Akten-Nr.     | Bild |
| ----------------------- | --- | ------------- | ---- |
| Motschenbach (Standort) | Untertägige Teile der spätmittelalterlichen bis frühneuzeitlichen Pfarrkirche St. Maternus in Motschenbach, Fundamente mittelalterlicher Vorgängerbauten sowie Körpergräber des Mittelalters und der Neuzeit. | D-4-5934-0091 |      |

### Bodendenkmäler in der Gemarkung Proß
| Lage            | Objekt                                   | Akten-Nr.     | Bild |
| --------------- | ---------------------------------------- | ------------- | ---- |
| Proß (Standort) | Vermutlich hochmittelalterliche Wüstung. | D-4-5934-0082 |      |

### Bodendenkmäler in der Gemarkung Schimmendorf
| Lage                    | Objekt                                                      | Akten-Nr.     | Bild |
| ----------------------- | ----------------------------------------------------------- | ------------- | ---- |
| Schimmendorf (Standort) | Vermutlich verschleifte Grabhügel der späten Hallstattzeit. | D-4-5834-0047 |      |
| Schimmendorf (Standort) | Mittelalterlicher Turmhügel.                                | D-4-5834-0048 |      |

### Bodendenkmäler in der Gemarkung Schmeilsdorf
| Lage                    | Objekt | Akten-Nr.     | Bild |
| ----------------------- | --- | ------------- | ---- |
| Schmeilsdorf (Standort) | Untertägige Teile des frühneuzeitlichen Schlosses in Schmeilsdorf sowie Fundamente einer spätmittelalterlichen Vorgängeranlage. | D-4-5834-0104 |      |

### Bodendenkmäler in der Gemarkung Schwarzach b.Kulmbach
| Lage                             | Objekt | Akten-Nr.     | Bild |
| -------------------------------- | --- | ------------- | ---- |
| Schwarzach b.Kulmbach (Standort) | Archäologische Befunde des Mittelalters und der frühen Neuzeit im Bereich der frühneuzeitlichen Pfarrkirche St. Johannes der Täufer von Schwarzach. | D-4-5834-0052 |      |

### Bodendenkmäler in der Gemarkung Veitlahm
| Lage                | Objekt | Akten-Nr.     | Bild |
| ------------------- | --- | ------------- | ---- |
| Veitlahm (Standort) | Siedlung des Neolithikums. | D-4-5834-0049 |      |
| Veitlahm (Standort) | Archäologische Befunde des Mittelalters und der frühen Neuzeit, darunter solche von Vorgängerbauten, im Bereich der im Kern spätmittelalterlichen Pfarrkirche von Veitlahm im Bereich der ehemalige Kirchhofbefestigung. | D-4-5834-0051 |      |

### Bodendenkmäler in der Gemarkung Wernstein
| Lage                 | Objekt | Akten-Nr.     | Bild |
| -------------------- | --- | ------------- | ---- |
| Wernstein (Standort) | Untertägige Teile des mittelalterlichen bis neuzeitlichen Schlosses Wernstein sowie Fundamente mittelalterlicher Vorgängerbauten. | D-4-5834-0090 |      |

### Bodendenkmäler in der Gemarkung Willmersreuth
| Lage                     | Objekt | Akten-Nr.     | Bild |
| ------------------------ | --- | ------------- | ---- |
| Willmersreuth (Standort) | Untertägige Teile der spätmittelalterlichen Pfarrkirche in Willmersreuth, vermutlich Fundamente von Vorgängerbauten sowie Körpergräber des Mittelalters und der Neuzeit. | D-4-5934-0087 |      |